# Dijalektika
Dijalektika (starogrčki διαλεκτική τέχνη, dialektiké téchne, umijeće razgovaranja i raspravljanja, latinski ars dialectica, umjetnost vođenja razgovora) je filozofski pojam koji ima više značenja. 
U povijesti filozofije dijalektika je imala mnogo značenja: metoda pobijanja na temelju neizravnih dokaza, sofistička argumentacija, proces spoznavanja od osjetilne stvarnosti do spoznaje nadnaravne stvarnosti; proces prelaska od implicitnog k eksplicitnom bilo u metafizičkom bilo na logičkom području, ili kao službena logika.
Od 18. stoljeća nastaje novo korištenje izraza: teorija u suprotnosti stvari ili pojmova, kao i otkrivanje te ukidanje tih suprotnosti. Čisto shematski dijalektika može biti pojednostavljeno opisana u ovom novijem smislu, kao diskurs. Problemi i proturječnosti koje se suočavaju kao antiteze te rezultiraju rješenjem ili novim razumijevanjen zvanim sinteza. 
Ova shema se općenito odnosi, između ostalog, na proturječnosti između pojma i objekta u metodičkom otkrivanju istine, na razlike između sudionika u raspravi i na raspravu o pravim razlikama u prirodi ili društvu.

## Vanjske poveznice
- Petrićevo tumačenje Platonove dijalektike  Arhivirana inačica izvorne stranice od 12. lipnja 2007. (Wayback Machine)